# Christine Traurig
Christine Traurig, née le 13 mars 1957 à Nienburg/Weser en Allemagne, est une cavalière de dressage américaine.

## Palmarès

### Jeux olympiques
- 2000 : médaille de bronze  par équipe (composée de Susan Blinks, Robert Dover et Christine Traurig) aux Jeux olympiques de Sydney en Australie[1].